# Oreonana vestita
Oreonana vestita là một loài thực vật có hoa trong họ Hoa tán. Loài này được (S. Watson) Jeps. mô tả khoa học đầu tiên năm 1923.